# Pluto et les Coyotes
Pour plus de détails, voir Fiche technique et Distribution.
Pluto et les Coyotes (Pests of the West) est un court-métrage d'animation américain des studios Disney avec Pluto, sorti le 21 juillet 1950.

## Synopsis
Pluto garde une ferme dans l'ouest américain lorsque deux coyotes cherchent à manger les volailles du poulailler...

## Fiche technique
- Titre original : Pests of the West
- Titre français : Pluto et les Coyotes
- Série : Pluto
- Réalisation : Charles A. Nichols
- Musique : Paul J. Smith
- Production : Walt Disney
- Société de production : Walt Disney Productions
- Société de distribution : RKO Radio Pictures
- Format : Couleur (Technicolor) - 1,37:1 - Son mono (RCA Sound System)
- Durée : 7 min
- Langue : Anglais
- Pays :  États-Unis
- Dates de sortie :  États-Unis : 21 juillet 1950[1]

## Voix originales
- Pinto Colvig : Pluto

## Commentaires
- Le coyote, apparu pour la première fois dans La Légende du rocher coyote (1945), se nomme Bent-Tail[2] et son fils, Bent-Tail Jr. Déjà confrontés à Pluto l'année précédente dans Sheep Dog, ils seront de retour dans Camp Dog (1950).

## Titre en différentes langues
- Suède : Pluto som hönsväktare

Source : IMDb